# L'incantesimo del drago
L'incantesimo del drago (The Dragon Spell) è un film d'animazione in CGI ucraino del 2016 diretto da Depoyan Manuk.
In Italia è uscito il 1º febbraio 2018.

## Distribuzione
In Italia è uscito in DVD il 28 giugno 2018